# Memphis lineata
Espèce
Memphis lineata est une espèce d'insectes lépidoptères (papillons) de la famille des Nymphalidae, de la sous-famille des Charaxinae et du genre Memphis.

## Dénomination
Memphis lineata a été décrit par Osbert Salvin en 1869 sous le nom initial de Paphia lineata.
Synonyme : Paphia vestina Hewitson, 1869; Anaea magdalena Röber, 1916; Anaea lineata.

## Description
Memphis lineata est un papillon d'une envergure d'environ 58 mm, aux ailes antérieures à bord costal bossu, apex pointu, bord externe concave près de l'apex, angle interne en crochet et bord interne concave. Chaque aile postérieure porte une queue parfois très minime.
Le dessus du mâle est bleu ardoise avec aux ailes antérieures une partie basale bleu ardoise et la majorité de l'aile presque noire avec quelques taches bleu près de l'apex et des ailes postérieures bleu ardoise avec l'apex gris foncé. Les femelles sont marron clair avec une suffusion basale violette.
Le revers est beige doré à marron grisé et simule une feuille morte.

## Écologie et distribution
Memphis lineata est présent en Colombie, en Bolivie, en Équateur, au Brésil et au Pérou.

### Biotope
Memphis lineata réside en altitude jusqu'à 3 000 m.

### Protection
Pas de statut de protection particulier.